# Конвекційна тепловіддача

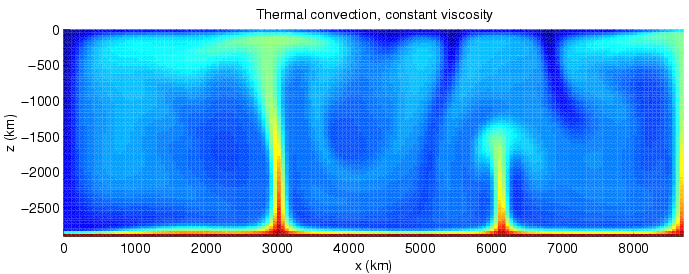
Симуляція конвекції. Червоні ділянки гарячі, а сині — холодні. Гарячі, менш густі границі нагрівають речовину зверху, а холодніша речовина осідає на них. Дана ілюстрація є моделлю конвекції земної мантії.

Конвекційна тепловіддача, часто згадується як конвекція — перенесення тепла з одного місця в інше. Конвекція зазвичай є основним способом передачі тепла в рідинах і газах. Хоч вона часто обговорюється як метод теплопередачі, конвекційна тепловіддача — це комбінація процесів теплопровідності і адвекції (перенесення тепла гідроаеродинамікою).
Конвекція може викликатися переміщенням рідини виштовхуючими силами (наприклад, водяний насос у двигуні автомобіля). Теплове розширення рідин може також викликати конвекції. В інших випадках природні виштовхуючі сили відповідають за рух рідини, коли рідина нагрівається. Цей процес називається «природна конвекція». У природній конвекції, збільшення температури призводить до зниження густини, що в свою чергу спричиняє рух рідини за рахунок тиску і сили, яка залежить від гравітації (або перевантаження). Наприклад, при нагріванні води, гаряча вода з дна каструлі піднімається вгору, витісняючи холодну та щільнішу рідину, що падає. Після нагрівання води, змішування та провідність від цієї природної конвекції в кінцевому підсумку призводять до майже однорідної густини, і навіть температури. Без наявності сили тяжіння природна конвекція не виникає.
Режим конвекційної теплопередачі вміщує в собі один механізм. Крім передачі енергії у зв'язку з конкретним молекулярним рухом (дифузія), енергія передається макроскопічним рухом рідини. Цей рух пов'язаний з тим, що в будь-який момент, велике число молекул рухаються в сукупності або як агрегати. Такі рухи, при наявності градієнта температури, сприяють теплопередачі. Через те, що молекули в сукупності зберігають свій хаотичний рух, загальна теплопередача, внаслідок суперпозиції енергії, переноситься шляхом хаотичного руху молекул і масового руху рідини. Прийнято використовувати термін конвекції, коли ми говоримо про накопичувальне перенесення та термін адвекції — при перенесенні рідини у зв'язку з масовим рухом.

## Огляд

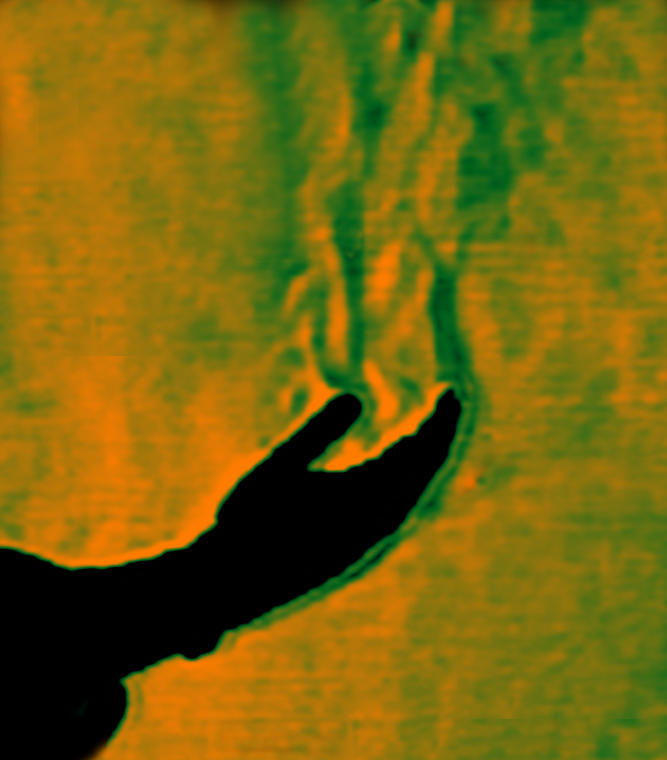
Ця кольорова шлірен зйомка показує теплову конвекцію від руки людини.

Можна виділити два види конвективного теплообміну:
- Вільна або природна конвекція: рух рідини викликано архімедовими силами, які є результатом варіацій густини за рахунок зміни температури рідини. При відсутності внутрішнього джерела, коли рідина знаходиться в контакті з гарячою поверхнею, його молекули відокремлюються і розсіюються, в результаті рідина буде менш щільною. Як наслідок, гаряча рідина витісняється в той час як холодна — густіє і тоне. Таким чином, гарячі об'єми рідини проходять через холодні.[2] Прикладами є висхідний потік повітря при пожежі і циркуляція води в каструлі, яка нагрівається знизу.
- Примусова Конвекція: рідина під тиском надходить на поверхню внутрішнього джерела, такого як вентилятори і насоси, що створюють штучну конвективну течію.[3]

Внутрішні і зовнішні потоки також можуть класифікувати конвекцію. Внутрішній потік виникає, коли рідина обмежена твердою межею, наприклад, тече по трубах. Зовнішній потік виникає, коли рідина розтікається, не зустрічаючи твердої поверхні. Обидва види конвекції, природна або примусова, можуть бути внутрішніми або зовнішніми, тому що вони незалежні один від одного. Об'ємна температура, або середня температура рідини, це зручний орієнтир для оцінки властивостей, пов'язаних з конвективною тепловіддачею, особливо в прикладах, пов'язаних з потоком в трубах та каналах.[джерело?]
Подальша класифікація буде залежати від рівності і нерівності твердих поверхонь. Хвилясті нерівні поверхні зазвичай зустрічаються в пристроях з теплопередачею, які містять сонячні колектори, регенеративні теплообмінники і підземні системи зберігання енергії. Вони відіграють значну роль в процесах теплообміну у цих пристроях. Нерівності поверхонь приносять додаткові складнощі, тому вони мають бути вирішені з математичною точністю через спрощення методів. Також вони впливають на потік і теплообмін, тим самим поводяться по-іншому в порівнянні з гладкими поверхнями.
Для прикладу природної конвекції, стакан, наповнений гарячою водою з невеликою кількістю червоного харчового барвника може бути поміщений в акваріум з холодною чистою водою. Конвективні течії з червоною рідиною піднімаються і опускаються в різних ділянках, зрештою урівноважуються, що ілюструє процес розсіювання теплових градієнтів.

## Закон охолодження Ньютона
Іноді конвекційне охолодження можна умовно описати законом охолодження Ньютона.
Закон Ньютона говорить, що швидкість втрати тепла тіла пропорційна різниці температур між тілом і навколишнім середовищем. Коефіцієнт пропорційності — це коефіцієнт теплопередачі. Закон застосовний, коли коефіцієнт є незалежним або відносно незалежним від різниці температур між об'єктом і навколишнім середовищем.

## Конвекційна тепловіддача
Основні залежності для тепловіддачі при конвекції:
{\displaystyle {\dot {Q}}=hA(T_{a}-T_{b})}
де {\displaystyle {\dot {Q}}} — це тепло, яке передається за одиницю часу, {\displaystyle A} — площа об'єкта, {\displaystyle h} — це коефіцієнт теплопередачі, {\displaystyle T_{a}}- це температура поверхні об'єкта, а {\displaystyle T_{b}} — температура рідини.
Коефіцієнт конвекційної тепловіддачі залежить від фізичних властивостей рідини і зовнішніх чинників. Значення {\displaystyle h} були виміряні і записані в таблицю для рідин і зовнішніх чинників, які найчастіше зустрічаються.